# Přebor Jihomoravského kraje 2003/2004
V soubojích 44. ročníku Přeboru Jihomoravského kraje 2003/04 (jedna ze skupin 5. fotbalové ligy) se utkalo 16 týmů každý s každým dvoukolovým systémem podzim–jaro. Tento ročník začal v srpnu 2003 a skončil v červnu 2004.

## Nové týmy v sezoně 2003/04
- Z Divize D 2002/03 sestoupilo do Jihomoravského krajského přeboru mužstvo FK Baník Ratíškovice.
- Ze skupin I. A třídy Jihomoravského kraje 2002/03 postoupila mužstva TJ Cukrovar Hrušovany nad Jevišovkou (vítěz skupiny A) a SK Líšeň (vítěz skupiny B).[1]

## Nejlepší střelec
Nejlepším střelcem se stal Luboš Knoflíček z Hrušek, který vstřelil 26 branek.

## Konečná tabulka
Zdroj: 
| Poř. | Tým                                      | Z  | V  | R | P  | VG | OG | B  |
| ---- | ---------------------------------------- | -- | -- | - | -- | -- | -- | -- |
| 1.   | TJ Cukrovar Hrušovany nad Jevišovkou (N) | 30 | 18 | 9 | 3  | 56 | 32 | 63 |
| 2.   | FK MKZ Rájec-Jestřebí                    | 30 | 14 | 9 | 7  | 50 | 40 | 51 |
| 3.   | Tatran Brno-Bohunice                     | 30 | 15 | 5 | 10 | 45 | 41 | 50 |
| 4.   | FK Šardice                               | 30 | 14 | 7 | 9  | 44 | 37 | 49 |
| 5.   | ČAFC Židenice Brno                       | 30 | 13 | 7 | 10 | 58 | 44 | 46 |
| 6.   | TJ Sokol Hrušky                          | 30 | 13 | 5 | 12 | 65 | 61 | 44 |
| 7.   | FK Baník Ratíškovice (S)                 | 30 | 11 | 9 | 10 | 47 | 46 | 42 |
| 8.   | FC Boskovice                             | 30 | 12 | 6 | 12 | 38 | 43 | 42 |
| 9.   | SK Olympia Ráječko                       | 30 | 11 | 8 | 11 | 45 | 38 | 41 |
| 10.  | SK Slavkov u Brna                        | 30 | 10 | 7 | 13 | 31 | 42 | 37 |
| 11.  | TJ Slavoj Velké Pavlovice                | 30 | 9  | 9 | 12 | 45 | 46 | 36 |
| 12.  | FC Veselí nad Moravou                    | 30 | 9  | 8 | 13 | 37 | 39 | 35 |
| 13.  | SK Líšeň (N)                             | 30 | 10 | 4 | 16 | 39 | 53 | 34 |
| 14.  | FC Pálava Mikulov                        | 30 | 10 | 4 | 16 | 43 | 49 | 34 |
| 15.  | SK Mogul Vacenovice                      | 30 | 8  | 8 | 14 | 38 | 54 | 32 |
| 16.  | TJ ČKD Blansko                           | 30 | 7  | 7 | 16 | 30 | 46 | 28 |

Poznámky:
- Z = Odehrané zápasy; V = Vítězství; R = Remízy; P = Prohry; VG = Vstřelené góly; OG = Obdržené góly; B = Body; (S) = Mužstvo sestoupivší z vyšší soutěže; (N) = Mužstvo postoupivší z nižší soutěže (nováček)
- O pořadí na 7. a 8. místě rozhodla bilance vzájemných zápasů: Ratíškovice – Boskovice 1:0, Boskovice – Ratíškovice 2:2[1][3]
- O pořadí na 13. a 14. místě rozhodla bilance vzájemných zápasů: Líšeň – Mikulov 2:0, Mikulov – Líšeň 1:2[1][3]

|  | Postup do Divize D 2004/05                                                                  |
|  | Klub zanikl, sestup do I. A třídy Jihomoravského kraje – sk. A 2004/05 jako FK APOS Blansko |